# Flyeralarm
flyeralarm GmbH est une entreprise allemande de web to print.
La société est spécialisée dans la production et la distribution d'imprimés. La société d’imprimerie est détenue à 100% par le fondateur Thorsten Fischer et est présente dans 15 pays européens (Autriche, Italie, Espagne, Pologne, Royaume-Uni, Pays-Bas et France).

## Histoire
Thorsten Fischer fonde flyeralarm en 2002. Au début, tout est fait par d'autres imprimeurs. Avec trois employés, Flyeralarm fait un chiffre d'affaires de plus de 250 000 € au cours de sa première année d’activité. Quatre ans plus tard, Thorsten Fischer achète ses premières presses : 20 presses grand format et 10 moyens formats. Depuis 2007, Thorsten Fischer et Tanja Hammerl se partagent la direction de Flyeralarm. En Allemagne, la société dispose de huit sites de production situés dans la Franconie et dans l'agglomération de Dresde. En outre, la société est impliquée dans Druckhaus Mainfranken et d’autres petites entreprises.

## Production
La société imprime des affiches, des dépliants, de la papeterie, des calendriers, des brochures, des invitations, des cartes de visite et des magazines sur papier glacé avec un degré élevé d’automatisation. Les commandes sont passées presque exclusivement par Internet et, dans certaines grandes villes, les commandes peuvent également être passées dans les magasins Flyeralarm. L'ensemble du processus est normalisé.

## Sponsoring sportif
Pendant la saison 2019/2020, Flyeralarm est le sponsor officiel de l'Équipe d'Allemagne féminine de football.
Flyeralarm détient 49 % du club de football allemand FC Würzburger Kickers AG  et a donné son nom à l'arène Flyeralarm Arena à Würzburg.
L'imprimerie est également sponsor officiel du club de football autrichien FC Admira Wacker Mödling.